# Renée de Tryon-Montalembert
Renée de Tryon-Montalembert, née le 8 mai 1920 à La Ferté-Loupière (Puisaye) et morte le 10 avril 2007 à Paris 14e, est une vierge consacrée et tertiaire dominicaine française. Enseignante, théologienne et écrivain, elle est principalement connue pour ses ouvrages de foi. Attachée à la figure d'Anne de Guigné, elle est entre autres la fondatrice de l'association Enfance et sainteté.

## Biographie

### Une enfance spirituelle

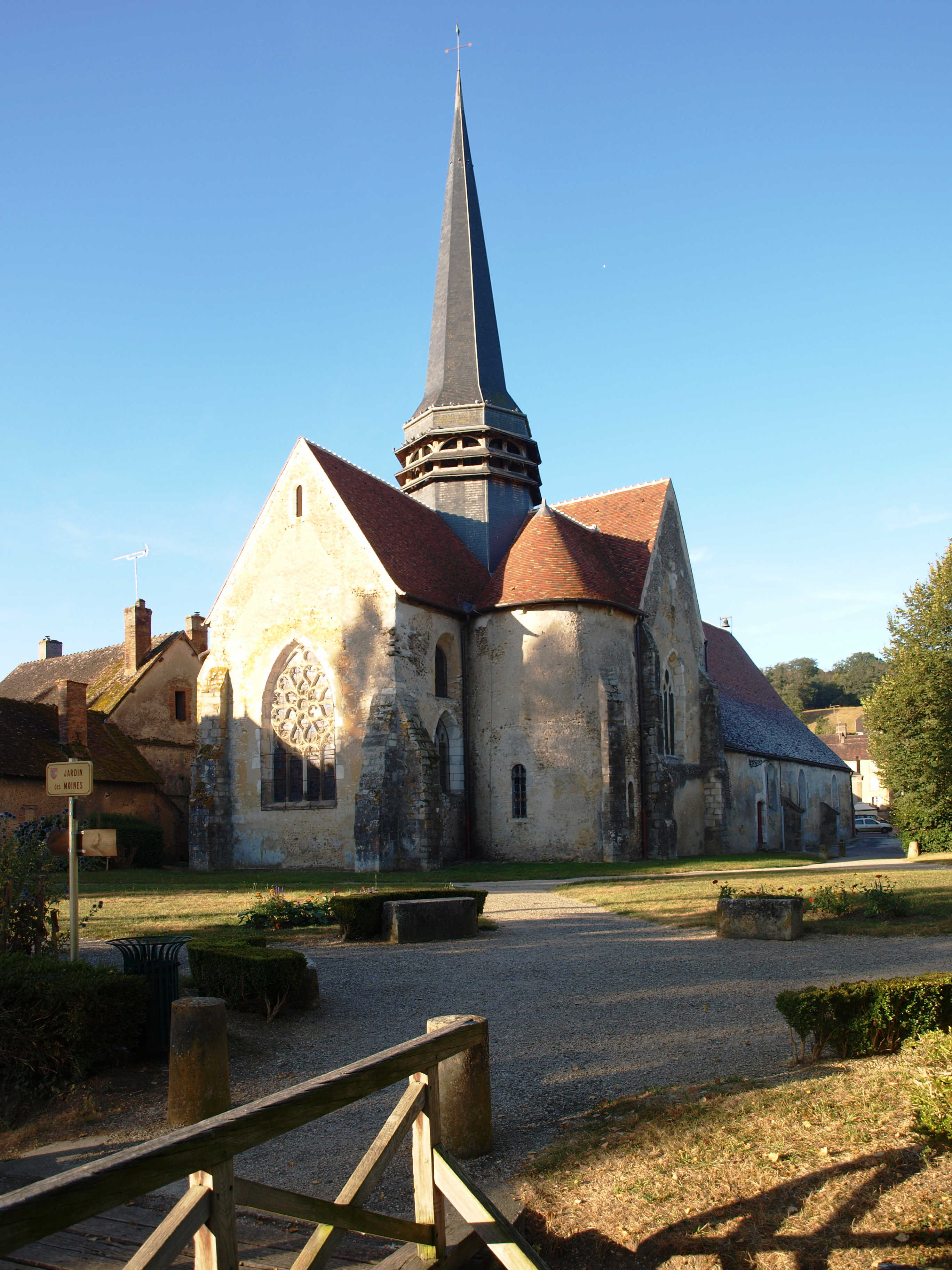
L'église Saint-Germain de La Ferté-Loupière.

Fille unique du marquis de Tryon-Montalembert et de la marquise Marie-Thérèse Brossin de Saint-Didier, Renée de Tryon-Montalembert naît le 8 mai 1920 au château de la Vieille Ferté, à La Ferté-Loupière. Baptisée le jour de sa naissance, elle fait sa première communion le 25 mars 1928 à Villefranche-sur-Mer, où elle vit la moitié de l'année. C'est à cette occasion qu'elle fait la connaissance d'Anne de Guigné, morte en odeur de sainteté six ans plus tôt. Cette découverte spirituelle est à l'origine de sa future vocation religieuse.

### Formation et carrière intellectuelle
Durant toute son enfance, elle échappe à l'école républicaine et reçoit une très bonne éducation à domicile, principalement assurée par son père. Pendant l'Occupation, sa famille s'exile à Aix-en-Provence, où elle obtient une licence en philosophie en 1942, puis une licence en droit l'année suivante. Elle y fait également la rencontre de Jules Isaac et participe au sauvetage d'enfants juifs, aux côtés de fidèles protestants et orthodoxes. En 1948, elle obtient un doctorat en Droit à la Sorbonne, grâce à sa thèse intitulée Le canton de Charny, essai de monographie économique et sociale. 
Lors du retour de la famille de Tryon-Montalembert à La Ferté-Loupière en 1945, Renée est engagée comme clerc de notaire. Entre 1952 et 1954, elle exerce ensuite la charge de « déléguée à la Liberté surveillée » auprès du Tribunal pour enfants de Nancy, puis d'Auxerre.
En 1976, elle obtient une licence en théologie grâce à son travail sur La symbolique conjugale de l'Alliance chez Osée. Passionnée par la théologie mariale, elle est membre de la Société française d'études mariales et membre correspondant de l'Académie pontificale mariale internationale. En 1986, elle fonde l'« Avent marial du troisième millénaire ».

### Vocation religieuse

#### Une vocation imprécise
Attirée par la spiritualité dominicaine, elle prononce des vœux pour trois ans le 24 avril 1950. Le 29 septembre suivant, elle est reçue comme tertiaire dominicaine isolée, en la chapelle des Dominicaines du couvent de l'Épiphanie, à Soisy-sur-Seine.
Elle cherche sa vocation. En 1954, elle devient membre des Petites sœurs dominicaines de Notre-Dame de la Nativité, centrées sur le Rosaire et l'adoration. Elle quitte toutefois la communauté dès l'année suivante. Elle prononce ensuite des vœux perpétuels le 20 juin, à Sens. À la mort de son père, elle s'en va vivre au couvent des Dominicains de Corbara, en Corse, avec sa mère tertiaire franciscaine. En 1968, elle s'engage dans Caritas Christi mais quitte la fondation dès l'année suivante. 

#### Consécration dans l'Ordo virginum
En 1970, le concile Vatican II promulgue un nouveau rituel de consécration des vierges. Renée de Tryon-Montalembert trouve enfin sa vocation : cette consécration nuptiale correspond totalement à sa dévotion particulière pour le Christ-Époux, mari de l'Église et de l'humanité. 
Le 8 décembre 1973, elle est consacrée dans l'Ordre des vierges, en la chapelle des Sœurs de Notre-Dame de Sion, à Paris, en même temps que cinq autres femmes.

### Un engagement séculier

#### Relations interreligieuses
Après un pèlerinage en Terre Sainte en 1965, elle quitte la Corse pour Yerres, où elle devient directrice de l’enseignement général de Beth Rivkah — une école secondaire juive — de 1966 à 1988. Elle étudie à cette occasion l'hébreu et le judaïsme. 
Elle s'engage ensuite dans le dialogue judéo-chrétien, notamment, jusqu'en 1995, au sein du Comité directeur de l'AJCF, qu'elle représente en Israël. 
Elle est également très active dans les milieux œcuméniques. Elle est notamment présidente de l'Association œcuménique de la Jérusalem Invisible de 1978 à 1993.

#### Militantisme catholique
Renée de Tryon-Montalembert organise par ailleurs des rencontres, des retraites et des pèlerinages, comme à Rome en 1995 ou encore à  Jérusalem en 2000. Elle lance également un petit bulletin de liaison, qui devient en 1993 la revue Christi Sponsa, dont elle assume la responsabilité jusqu'en 2002. Femme de culture, elle est membre de l'Association des écrivains catholiques et de l'Association des écrivains croyants. Elle est l'auteur de plusieurs ouvrages spirituels et publie dans une cinquantaine de journaux et de revues. 
Vice-présidente de l'Association des amis d'Anne de Guigné, elle crée la revue Enfance et Sainteté (1984-2003), puis l'association éponyme en 2005. Elle contribue à relancer la cause de béatification d'Anne de Guigné, déclarée vénérable en 1990. 
Atteinte de la maladie de Parkinson dès 1997, elle fait don à Dieu de ses souffrances et fonde un pèlerinage de parkinsoniens en 2005. Enfin, à la fin de l'année, elle entre à la Maison Marie-Thérèse, au milieu des prêtres âgés, où elle continue à « travailler pour l'Église » jusqu'à sa mort. En 2011, est fondée l'association Renata, destinée à diffuser son travail et son message.

### Ouvrages de Renée de Tryon-Montalembert
- Avec Kurt Hruby, La Cabbale et la tradition judaïque, Retz, 1974 (réimpr. 1989).
- André Chouraqui, homme de Jérusalem, Cerf, 1979.
- Anne de Guigné : Enfance et sainteté, Saint-Paul, 1983, 174 p.
  - Anne de Guigné : Enfance et sainteté, Saint-Paul, 1989.
  - Anne de Guigné (préf. card. Paul Poupard), Chalet, coll. « Témoins d'Amour », 1991 (réimpr. 1996).
  - Anne de Guigné : la sainteté de l'enfance (préf. cardinal Paul Poupard), Téqui, coll. « Témoins de l'amour », 2004, 112 p. (ISBN 978-2-7403-1095-3).
- Avec Raphaël Cohenet et Philippe Amanoullah de Vos, Prier : trois voix monothéistes, Centurion, coll. « Le chêne de Mambré », 1992.
- Agnès de Langeac, Mame, 1994, 230 p..
- L'an 2000 avec Marie, Chalet, 1991 (réimpr. 1999).
- Pain vivant qui donne la vie : qu'est-ce que l'Eucharistie ? (préf. Mgr Georges Lagrange), Téqui, 1998, 160 p. (ISBN 978-2-7403-0548-5).
- Le Psautier de Notre-Dame (préf. Mgr Henri Brincard), Téqui, 2001, 440 p. (ISBN 978-2-7403-0854-7).
- Le Psautier de Notre-Dame : Les Mystères de Lumière, Téqui, 2003, 136 p. (ISBN 978-2-7403-1075-5, lire en ligne).
- Un saint de poche : Marcel Van enfant, Les amis de Van éd., coll. « Une mission extraordinaire », 2007.

### Ouvrage sur Renée de Tryon-Montalembert
- Sœur Édith-Marie, Prier 15 jours avec Renée de Tryon-Montalembert, Nouvelle Cité, 2011, 128 p.